# Leopold 1-brug
De Leopold 1-brug (ook wel Leopoldbrug of Leopoldsbrug) is een betonnen spoorwegbrug over het Kanaal Leuven-Dijle en een boogbrug in metselwerk over de N19 in Wilsele, een deelgemeente van de stad Leuven. De brug is een deel van spoorlijn 36 (Brussel - Leuven).

## Geschiedenis
In 1866 werd er bij de aanleg van de spoorlijn 36 tussen Brussel en Leuven een draaibrug over het kanaal gelegd. Deze brug werd in 1937 vervangen door een stalen liggerbrug. De wegen aan beide zijden van het kanaal werden overschreden door verschillende kleinere bruggen (elk met een overspanning van 8,9 m). Aan de westzijde van het kanaal waren dat 3 betonnen liggerbruggen (één voor elke rijrichting plus het jaagpad). Aan de oostzijde van het kanaal waren dat 2 boogbruggen in metselwerk (één voor elke rijrichting van de N19). Na beschadigingen in de Tweede Wereldoorlog werd de middenoverspanning van 25 meter over het kanaal nogmaals vervangen door een stalen brug, gebouwd door de Ateliers de Construction de la Basse-Sambre in Moustier-sur-Sambre. In 2005 werd de stalen brug over het kanaal vervangen door een betonnen brug. Ten noorden van de oorspronkelijke brug werd een tweede spoorbrug gebouwd, voor de aanleg van een verbindingsbocht van spoorlijn 36 naar spoorlijn 35 om vanuit Brussel rechtstreeks richting Aarschot en Hasselt te kunnen rijden, zonder frontwissel in station Leuven. Ten zuiden van de Leopold 1-brug werd een stalen boogbrug gebouwd voor de hogesnelheidslijn tussen Brussel en Luik, die zo met een minder scherpe bocht (voor hogere snelheden) kon aansluiten op de spoorlijnen richting station Leuven.